# William Keeler
William Henry Keeler (ur. 4 marca 1931 w San Antonio, Teksas, zm. 23 marca 2017 w Catonsville, Maryland) – amerykański duchowny katolicki, kardynał, w latach 1989–2007 arcybiskup Baltimore.

## Życiorys
Studiował w seminarium Św. Karola w Overbrook koło Filadelfii, święcenia kapłańskie przyjął 17 lipca 1955 w Rzymie (z rąk Luigiego Tragli). Kontynuował studia w Rzymie, na Papieskim Uniwersytecie Gregoriańskim obronił licencjat z teologii i doktorat z prawa kanonicznego. Przez kilkanaście lat pracował w diecezji Harrisburg; był tam duszpasterzem, sekretarzem trybunału diecezjalnego, obrońcą węzła małżeńskiego, wicekanclerzem i kanclerzem diecezji. Wziął udział w Soborze Watykańskim II (1962–1965) jako ekspert. Otrzymał honorowe tytuły papieskie – kapelana Jego Świątobliwości (1965) i prałata honorowego (1970).
24 lipca 1979 został mianowany biskupem pomocniczym Harrisburga, ze stolicą tytularną Ulcinium; sakry biskupiej udzielił mu 21 września 1979 zwierzchnik diecezji, biskup Joseph Thomas Daley. Po śmierci biskupa Daleya (2 września 1983) został administratorem apostolskim Harrisburga, a w listopadzie t.r. biskupem tej diecezji. W kwietniu 1989 przeszedł na arcybiskupstwo Baltimore. W latach 1989–1992 pełnił funkcję wiceprzewodniczącego, a 1992–1995 przewodniczącego Konferencji Episkopatu USA. Brał udział w sesjach Światowego Synodu Biskupów w Watykanie, w tym w sesji specjalnej, poświęconej Kościołowi w Ameryce (listopad-grudzień 1997).
W listopadzie 1994 Jan Paweł II wyniósł arcybiskupa Keelera do godności kardynalskiej, nadając mu tytuł prezbitera Santa Maria degli Angeli. W 1997 Keeler z nominacji papieża wszedł w skład sekretariatu generalnego Światowego Synodu Biskupów; w styczniu 1998 reprezentował Jana Pawła II – jako specjalny wysłannik – na Narodowym Kongresie Ducha Świętego w Manili (Filipiny). W kwietniu 2005 uczestniczył w konklawe po śmierci Jana Pawła II. Po osiągnięciu wieku emerytalnego (75 lat) na ręce nowego papieża Benedykta XVI złożył rezygnację z funkcji arcybiskupa Baltimore; papież rezygnację przyjął w lipcu 2007, powierzając zarazem kardynałowi Keelerowi obowiązki administratora apostolskiego do października tegoż roku, kiedy obowiązki objąć miał nowy metropolita Edwin O’Brien.
W 2000 roku Katolicki Uniwersytet Lubelski przyznał mu tytuł doktora honoris causa.
4 marca 2011 w związku z osiemdziesiątymi urodzinami utracił prawo w czynnym wyborze przyszłego papieża.
Zmarł 23 marca 2017 w Domu Starców św. Marcina w Catonsville.